# Klodin Erb

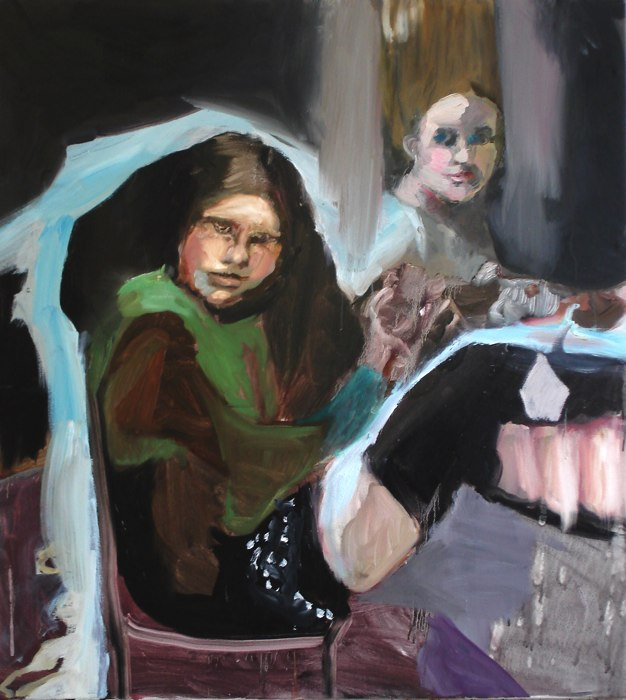
Klodin Erb, Beamen 2009, Öl auf Leinwand, 110 × 100 cm

Klodin Erb (* 26. Mai 1963 in Winterthur) ist eine Schweizer Malerin. Sie lebt und arbeitet in Zürich.

## Leben und Werk
Nach ihrer Matura und einer pädagogischen Ausbildung studierte Klodin Erb von 1989 bis 1993 Bildende Kunst an der Höheren Schule für Gestaltung Zürich. Nach Erprobung an verschiedenen Medien, wie zum Beispiel Textilarbeit und Fotografie, wandte sie sich im Jahre 2004 der Malerei zu, motivisch zunächst nach Vorlagen der Popkultur. Ab 2007 erweiterte sie die Motivpalette, wählte weitere klassische Gattungen, grosszügige Formate und eine differenziertere Bildsprache. Mit der Tradition der Malerei geht sie spielerisch, ernsthaft und nachdenklich zugleich um, bricht dabei Tabus und wendet Inhalte der Kunstgeschichte und der Alltagskultur gleichermassen an. Mit der Malerei reflektiert sie ihre Umwelt, Gedanken und Emotionen.
Erb greift seit 2007 die in der Moderne verloren gegangene Relevanz des Interieurs als Bildmotiv wieder auf, und zwar zurückhaltend in der Wahl des Motivs, des angewandten Stils, der Linienführung und der Farbgebung, so werden Brauntöne gegenüber leuchtender, kräftiger Farbtöne bevorzugt. Menschenleere Wohnräume mit farbigem Mobiliar und Kleidungsstücken sollen das bürgerliche Milieu des 19. Jahrhunderts widerspiegeln, Personen sind dabei nur als Spuren in Form materieller Objekte präsent. Sie versucht so, Assoziationen wie Verletzlichkeit, Schönheit, Unschuld und Gefahr über Wahrnehmung und Einfühlungsvermögen des aktiven Betrachters herbeizurufen.
Klodin Erb setzt sich mittels Verwendung klassischer Genres, Stile und Motive mit der Selbstreferenzialität auseinander. In ihren bild- und kunsttheoretischen Werken reflektiert sie die Malerei selbst und stellt sie damit als Gegenstand der Kunst dar. Mit Sichtbarmachung der Pinselbewegungen oder grob figürlicher Darstellungsweise thematisiert sie die Malerei selbst. Ihre Werke sind damit zwar voller Anspielungen auf die Kunstgeschichte, wirken so jedoch nie altmodisch, was unter anderem an der Dynamik und dem transparenten Farbauftrag liegt, die stets Frische und Leichtigkeit vermitteln.
Den Stil des Neuen Wilden Anfangs der 1980er-Jahre kann man in der gestischen Malweise und den schwungvollen, heftigen Pinselstrichen wiedererkennen. Damit reiht Klodin Erb sich in die Tradition der Figuration ein. Formen werden reduziert und realistische, klassische Motive wie Mobiliar, Stillleben und Porträts durch einen betonten Wechsel zwischen Gegenständlichkeit und Gegenstandslosigkeit dargestellt. Die flüchtige Auftragung des Kolorits verstärkt das Gefühl der Auflösung. Farben greifen ineinander und lassen so als Muster nur unklare Formen wahrnehmen. Es geht Erb weniger um die klare Wiedergabe der Details, sondern eher um die Erzeugung von Stimmungen beim Bildbetrachter.
Im fortwährenden Prozess des Analysierens, Hinterfragens und Neuinterpretierens offenbart Erb eine Suche nach irritierenden, aufwühlenden und fragmentarischen Motiven. Mit einem ihrer wichtigsten Werke, Beste Freundinnen, vereint sie die unterschiedlichen Wesenszüge ihrer Malerei. Ebenfalls sind hier Figuren und Gegenstände auf das Wesentliche reduziert und erscheinen unvollendet. Ein gleichzeitig kritischer und spielerischer Blick ist mit einer bewusst unschönen Ausdrucksweise kombiniert, die sich absichtlich von den klassischen Regeln des schönen Malens abwendet. Die Körper sind fragmentiert, eben nicht perfekt und heben ihre Verletzlichkeit und Zerbrechlichkeit hervor, lassen sie also menschlich erscheinen.
Mit ihren Werken bewegt sich Erb im Spannungsfeld zwischen Vergangenheit und Gegenwart, dabei auf der Suche nach einer zeitgemässen Formensprache. Damit zitiert sie Bildgattungen wie das Stillleben des Barock und das bürgerliche Interieur des 19. Jahrhunderts. Mit Dynamik, Pinselstrich und Farbauftrag bringt sie Leichtigkeit und Frische ins Motiv, um diese Bildgattungen im heutigen medialen Zeitalter und der gesellschaftlichen Rastlosigkeit wieder neumodisch wirken zu lassen, dies mit malerischer Unvollkommenheit und inhaltlichen Irritationen, die zum spannungsvollen Nachdenken anregen. Sie ist bestrebt, Aktualität und Zeitlosigkeit in ihren Gemälden zusammenzubringen.
Neben ihrer individuellen Praxis arbeitet Erb immer wieder mit anderen Künstlern und Künstlerinnen zusammen, so unter anderem mit Eliane Rutishauser für das Projekt Baby oder ist das Fischli Weiss?. Von 2000 bis 2008 war Erb aktiv in der Künstlerinnengruppe mit.

## Ausstellungen (Auswahl)

### Einzelausstellungen
- 2005: Meisterwerke, Galerie staubkohler, Zürich (Kollaboration mit Eliane Rutishauser)
- 2008: Das Mädchen der Bär das Tier auf dem Möbel, Museum zu Allerheiligen, Schaffhausen (Katalog)
- 2009: Solo Project, ARCO9, kuratiert von Susanne Neubauer (mit Rotwand), Madrid
- 2010: Rotwand Zürich
- 2010: Grand Tour, Spazio Cabinet, Mailand (mit Sergia Avveduti)
- 2011: Muro Gallery, Genf
- 2013: Kunstraum Kathedrale Olten, Olten (mit Fabian Chiquet)
- 2010: Monica de Cardenas Galleria, Zuoz, Schweiz (mit Anne Chu)
- 2013: Baden im tosenden Nektar fleischiger Lichtblumen!, Rotwand, Zürich
- 2014: Armory Presents, mit Rotwand, Armory Show, New York
- 2015: unschuldig unheimlich. Das Sennentuntschi, Rätisches Museum Chur
- 2017: The Sweet Lemon Ballad, Rotwand, Zurich
- 2018: Die Wolfslaterne, Kunsthaus Pasquart, Bienne (mit Katalog)
- 2023: A different kind of furs, Istituto Svizzero di Roma[5]

### Gruppenausstellungen
- 2003: Ernte 2003, jurierte Jahresausstellung, Museum zu Allerheiligen, Schaffhausen (Kollaboration mit Eliane Rutishauser)
- 2003: Spiel noch 1x, Kunsthaus Uri, Altdorf
- 2004: Singen Kunst, Kunstmuseum Singen, (Katalog)
- 2005:  Bekanntmachungen, Kunsthalle Zurich, Zürich
- 2006: Privat, Kunstmuseum Ravensburg, Ravensburg (Katalog)
- 2007: Sammlungspräsentation Museum zu Allerheiligen, Schaffhausen
- 2008: Glückliche Tage? Kinder in der Schweizer Kunst vom 18. Jahrhundert bis zur Gegenwart, Museum zu Allerheiligen, Schaffhausen
- 2010: Girl just want to have funds, Rema Hort Mann Foundation, New York
- 2011: Zwischenlager. Ankäufe der Stadt Zürich 06-10, Helmaus, Zürich
- 2011: Loci Natura, Bianca Arte Contemporanea, Palermo
- 2011: Blaubart-Barock, Verborgene Barockmalerei aus der Sammlung, Museum zu Allerheiligen, Schaffhausen
- 2011: Röntgen 10, Katz Contemporary/Nicola von Senger/Rotwand, Kurator Jocelyne & Fabrice Petignat, Zürich
- 2012: Bianca feat. Mars, Bianca Arte Contemporanea, Palermo
- 2012: This is a women's world, Kunstmuseum Thun, (Katalog)
- 2012: Die Eulen sind nicht was sie scheinen, akku Emmen, Kunstplattform, Emmenbrücke
- 2013: Das doppelte Bild, Kunstmuseum Solothurn
- 2013: Babel, Kunstmuseum Olten
- 2013: The Cassini Cruise III, Ardi Poels Projects, Maastricht
- 2013: Behaglich ist anderswo, Kunst(Zeug)Haus Rapperswil
- 2014: Docking Station, Aargauer Kunsthaus, Aarau
- 2014: Hitzewelle. Neuerwerbungen 2004 bis 2013: Eine Auswahl, Kunstmuseum Solothurn
- 2015: Erinnerungen, painting performance by Klodin Erb, Museumsnacht 2015, Kammgarn, Schaffhausen
- 2016: Conversation autour d’une collection, Villa Bernasconi, Genf
- 2016: Dall altra parte, mit zeitgenössischer Kunst auf den San Gottardo, Fondazione Sasso San Gottardo
- 2017: Voyage, Voyage! Über das Reisen in der Kunst, Kunstmuseum Olten
- 2017: Die Augen der Bilder – Porträts von Fragonard bis Dumas, Museum Langmatt, Baden AG
- 2017: Ein Augenschein von 1944–2017, Ausgewählte Werke der Kunstsammlung des Kantons Zürich, Museum Haus Konstruktiv, Zürich
- 2017: The Show Must Go On. Die Sammlung Gegenwartskunst, Teil 4, Kunstmuseum Bern
- 2017: Yellow Creature. Aspekte der Transformation, Kunstmuseum Luzern
- 2018: Zum Anbeißen: Früchte in der Kunst. Aus der Sammlung Rainer Wild, Museum der Brotkultur, Ulm
- 2025: Undersea. Life beneath the waves, Hastings Contemporary, Hastings, UK